# Innsbruck Eagles
Gli Innsbruck Eagles sono stati una squadra di football americano di Innsbruck, in Austria. Sono stati attivi negli anni '80.

## Dettaglio stagioni

### Tornei nazionali

#### Campionato

##### AFL
| Stagione | regular season | regular season | regular season | regular season | regular season | regular season | playoff | playoff | playoff | playoff | playoff | playoff    | playoff        |
|          | Vin            | Par            | Per            | Tot            | PF             | PS             | Vin     | Per     | Tot     | PF      | PS      | risultato  | avversaria     |
| -------- | -------------- | -------------- | -------------- | -------------- | -------------- | -------------- | ------- | ------- | ------- | ------- | ------- | ---------- | -------------- |
| 1984     | 5              | 0              | 3              | 8              | 134            | 105            | 0       | 1       | 1       | 0       | 6       | Semifinale | Salzburg Lions |
| 1985-86  | ?              | ?              | ?              | 8              | ?              | ?              | -       | -       | -       | -       | -       | -          | -              |
| 1987     | ?              | ?              | ?              | 10             | ?              | ?              | -       | -       | -       | -       | -       | -          | -              |
| Totale   | 5+?            | 0+?            | 3+?            | 26             | 134+?          | 105+?          | 0       | 1       | 1       | 0       | 6       |            |                |

Fonti: Enciclopedia del Football - A cura di Massimo Mezzetti

### Riepilogo fasi finali disputate
| Anno | Luogo      | Evento                   | Fase del torneo | Incontro                          | Risultato |
| 1984 | Salisburgo | Austrian Football League | Semifinale      | Salzburg Lions - Innsbruck Eagles | 6 - 0     |